# Organització territorial de Sèrbia

Les cinc regions estadístiques de Sèrbia

L'organització territorial de Sèrbia està regulada per la Llei d'Organització territorial, adoptada per l'Assemblea Nacional de Sèrbia el 29 de desembre de 2007. Segons la llei, les unitats d'organització territorial són: municipis, ciutats i províncies autònomes.
Sèrbia també es divideix en 29 districtes, regulats sota el decret del Govern del 29 de gener de 1992.

## Províncies autònomes
Sèrbia té dues províncies autònomes: la Voivodina al nord (39 municipis i 6 ciutats) i Kosovo i Metohija al sud (28 municipis i 1 ciutat). La Província Autònoma de Kosovo va ser transferida a les Nacions Unides (administració UNMIK) el juny de 1999. El febrer de 2008, el Govern de Kosovo va declarar la seva independència, una acció reconeguda per 102 països (incloent-hi la majoria de la Unió Europea i els Estats Units) però no per Sèrbia ni les Nacions Unides.
La Província de la Voivodina, per la seva part, disposa de la seva pròpia assemblea i el seu propi govern. Gaudeix d'autonomia en determinades matèries, com ara en infraestructures, ciència, educació i cultura.
L'àrea confinada entre la Voivodina i Kosovo va ser anomenada Sèrbia central fins al 2009. La regió de Sèrbia Central no constituïa una divisió administrativa (contràriament a les províncies autònomes), i no disposava de cap autoritat regional pròpia. El 2009-2010, el territori de Sèrbia Central es va dividir en tres regions estadístiques, de manera que el Govern serbi ja no el considera una sola unitat estadística.

## Regions estadístiques
El 2009, l'Assemblea Nacional de Sèrbia va adoptar la Llei d'Igualtat del Desenvolupament Territorial, que definia 7 regions estadístiques al territori de Sèrbia. La llei va ser esmenada el 7 d'abril de 2010, reduint-se el nombre de regions de set a cinc. La regió oriental es va fusionar amb la regió meridional, i Šumadija es fa fusionar amb la regió occidental.
Les cinc regions estadístiques són: 
- Voivodina
- Belgrad
- Šumadija i Sèrbia Occidental
- Sèrbia Meridional i Oriental
- Kosovo i Metohija

## Municipis, ciutats i districtes

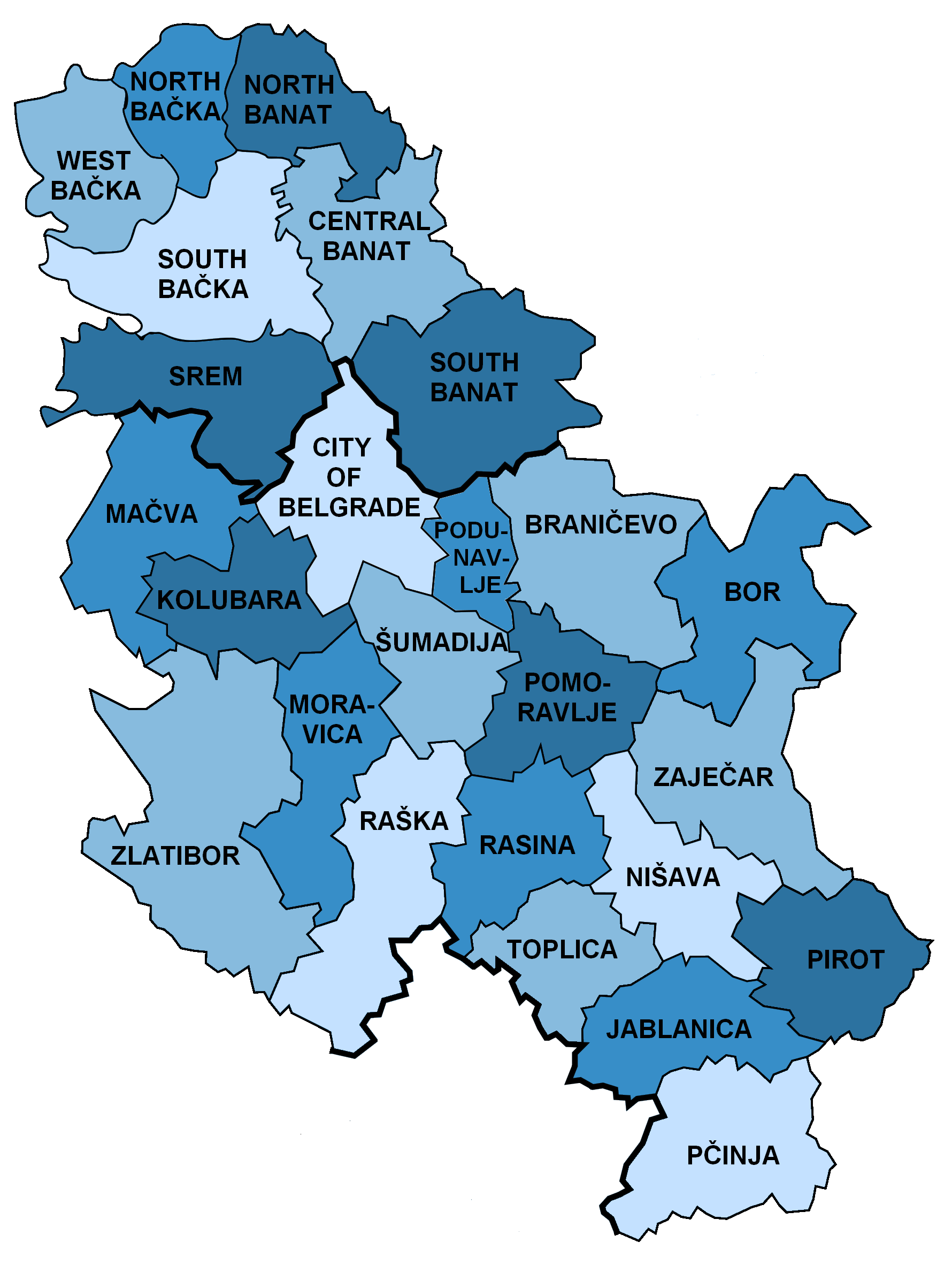
Districtes de Serbia

Sèrbia es divideix en 150 municipis i 24 ciutats, que conformen les unitats bàsiques del govern local.

### Municipis
Els municipis són les entitats fonamentals de l'autogovern local a Sèrbia. Cada municipi té una assemblea (escollida cada 4 anys en eleccions locals), un president municipal, una propietat de servei públic i un pressupost. Els municipis solen tenir més de 10.000 habitants.
Els municipis comprenen comunitats locals, que corresponen majoritàriament a pobles de les àrees rurals (diversos pobles petits poden formar una comunitat local, i pobles grans poden contenir diverses comunitats). Les àrees urbanes també es divideixen en comunitats locals. Les seves responsabilitats inclouen la comunicació dels representants municipals electes amb els ciutadans, l'organització d'iniciatives ciutadanes relacionades amb el servei públic, i afers comunitaris. Estan presidits per consells, escollits en eleccions semi-formals, i els membres dels quals són bàsicament voluntaris. El paper de les comunitats locals és molt més important a les àrees rurals. Atesa la proximitat al centre municipal, moltes comunitats urbanes no estan actives.

### Ciutats

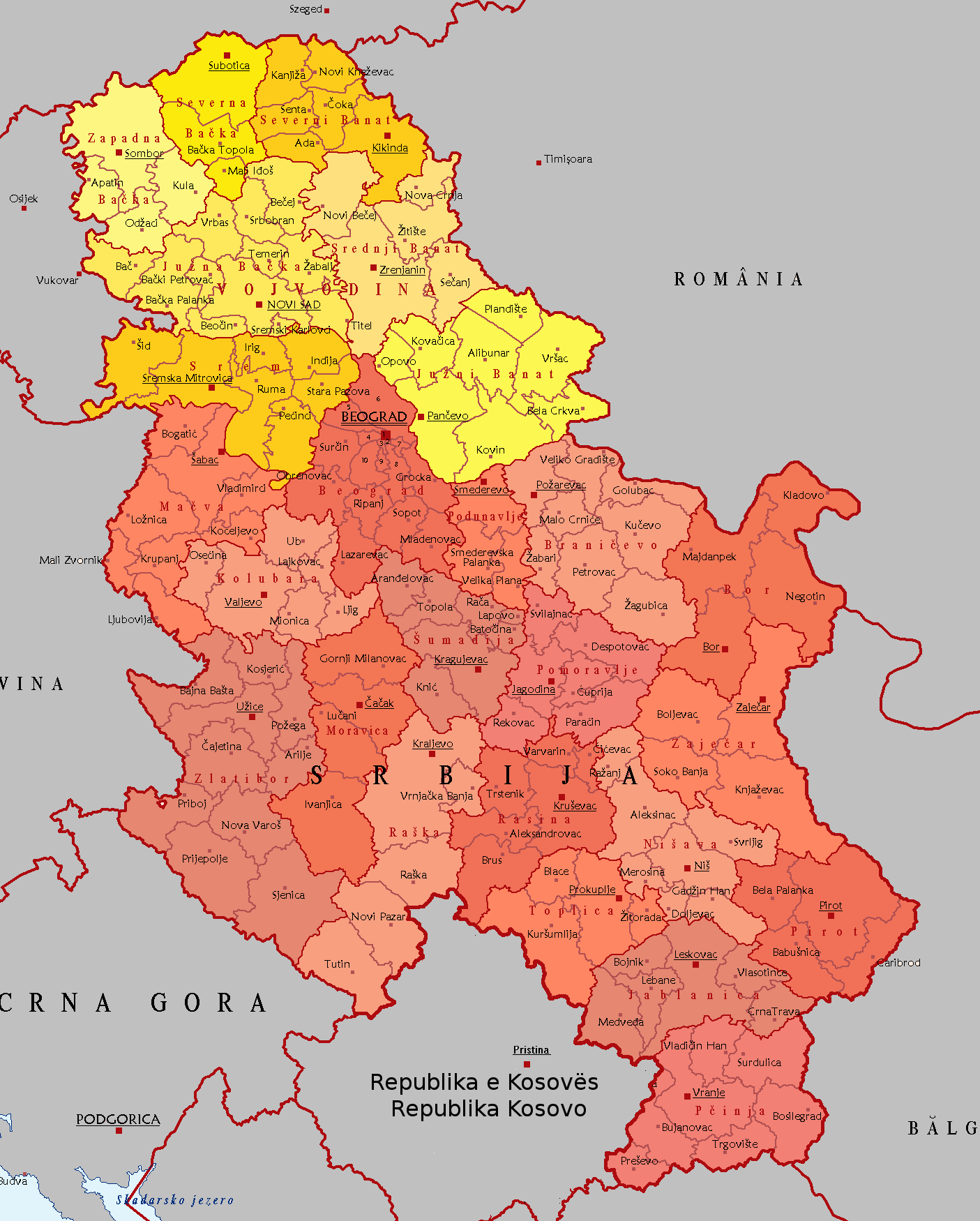
Districtes i municipis de Sèrbia

Les ciutats són un altre tipus d'autogovern local. Els territoris amb estatus de ciutat solen tenir més de 100.000 habitants, però solen ser molt semblants als municipis. Hi ha 23 ciutats, cadascuna de les quals té la seva pròpia assemblea i pressupost. Només les ciutats tenen oficialment alcaldes, però sovint s'anomena també alcaldes als presidents dels municipis a la parla quotidiana.
Les ciutats poden o no estar dividides en municipis de ciutat. Cinc ciutats (Belgrad, Novi Sad, Niš, Požarevac i Kragujevac) comprenen diversos municipis, dividits en àrees urbanes i suburbanes. Les competències es reparteixen entre les ciutats i els municipis que les conformen. De les ciutats esmentades, tan sols Novi Sad no va experimentar una transformació total, ja que el municipi de recent formació de Petrovaradin només existeix formalment, de manera que el Municipi de Novi Sad és a la pràctica el mateix que la Ciutat de Novi Sad (que representa el municipi sencer més gran del país, amb aproximadament 300.000 habitants).

### Districtes
Els municipis i ciutats s'ajunten en entitats més grans conegudes com a districtes, que són centres regionals de l'autoritat estatal, però no tenen assemblees pròpies; representen estructures merament administratives, i allotgen diverses institucions estatals com ara tribunals, fundacions i oficines. Els districtes no es defineixen per la Llei d'Organització Territorial, sinó que s'organitzen segons el Decret del Govern del 29 de gener de 1992.
Sèrbia es divideix en 29 districtes (7 a la Voivodina, 5 a Kosovo, i 17 a la resta de Sèrbia), mentre que la ciutat de Belgrad constitueix un municipi per ella mateixa.

## Subdivisions de Kosovo
Tot i que les lleis sèrbies tracten Kosovo com qualsevol altra part de Sèrbia, i el divideixen en 5 districtes, 28 municipis i una ciutat, l'administració UNMIK va adoptar una nova organització territorial de Kosovo l'any 2000. Aquesta acció no és reconeguda per Sèrbia, però sí per l'autoproclamada República de Kosovo. Segons aquestes subdivisions, Kosovo es divideix en 7 nous districtes i 37 municipis (es van crear 8 nous municipis: Mališevo, Đeneral Janković, Gračanica, Junik, Klokot-Vrbovac, Mamuša, Parteš i Ranilug). Els districtes "serbis" funcionen a les àrees habitades majoritàriament per serbokosovars, i només estan reconeguts pels serbis, mentre que els districtes de l'UNMIK, que funcionen a tot Kosovo, només estan reconeguts pels albanokosovars.